# Lubow Kriemlowa
Lubow Kriemlowa, ros. Любовь Кремлёва (ur. 21 grudnia 1961) – rosyjska lekkoatletka, specjalizująca się w biegach średnio i długodystansowych. W czasie swojej kariery reprezentowała również Związek Socjalistycznych Republik Radzieckich i Wspólnotę Niepodległych Państw.
W 1995 r. została zdyskwalifikowana na 4 lata za stosowanie niedozwolonych środków dopingujących podczas mityngu w Niemczech w lutym tego roku. W wyniku dyskwalifikacji straciła brązowy medal, który zdobyła w biegu na 1500 metrów podczas halowych mistrzostw świata, które odbyły się w marcu.

## Sukcesy sportowe
- dwukrotna halowa mistrzyni ZSRR w biegu na 3000 metrów – 1990, 1991[2]
- halowa mistrzyni Rosji w biegu na 3000 metrów – 2000[3]

| Rok  | Miasto    | Zawody                    | Konkurencja    | Wynik         |
| ---- | --------- | ------------------------- | -------------- | ------------- |
| 1990 | Split     | Mistrzostwa Europy        | bieg na 3000 m | 4. miejsce    |
| 1991 | Sewilla   | Halowe mistrzostwa świata | bieg na 3000 m | brązowy medal |
| 1992 | Genua     | Halowe Mistrzostwa Europy | bieg na 1500 m | srebrny medal |
| 1994 | Helsinki  | Mistrzostwa Europy        | bieg na 1500 m | 4. miejsce    |
| 1998 | Nowy Jork | Igrzyska Dobrej Woli      | bieg na 5000 m | brązowy medal |

## Rekordy życiowe
| konkurencja           | na stadionie                            | w hali                          |
| --------------------- | --------------------------------------- | ------------------------------- |
| bieg na 800 metrów    | 2:02,76 – Moskwa, 11/07/2000            | 2:05,1 – Moskwa, 10/02/1999     |
| bieg na 1000 metrów   | 2:33,55 – Villeneuve-d’Ascq, 02/07/1993 | 2:34,84 – Liévin, 13/02/1993    |
| bieg na 1500 metrów   | 3:58,71 – Zurych, 19/08/1992            | 4:06,62 – Genua, 01/03/1992     |
| bieg na milę          | 4:22,46 – Rzym, 09/06/1993              | 4:29,72 – Nowy Jork, 25/01/2003 |
| bieg na 2000 metrów   | 5:38,96 – Nicea, 17/07/1999             | 5:48,51 – Moskwa, 07/01/2003    |
| bieg na 3000 metrów   | 8:46,94 – Split, 29/08/1990             | 8:51,40 – Wołgograd, 06/02/2000 |
| bieg na 5000 metrów   | 15:36,58 – Moskwa, 09/06/1998           |                                 |
| bieg na 10 kilometrów | 33:13 – San Juan, 23/02/2003            |                                 |
| bieg na 15 kilometrów | 51:50 – Jacksonville, 09/03/2002        |                                 |